# Tetramorium arzi
Tetramorium arzi är en myrart som beskrevs av Thome 1969. Tetramorium arzi ingår i släktet Tetramorium och familjen myror. Inga underarter finns listade i Catalogue of Life.